# すべて去りがたき日々
「すべて去りがたき日々」（すべてさりがたきひび）は、小田和正の楽曲。2024年9月18日にソニー・ミュージックレーベルズ（Little Tokyo / Ariola Japanレーベル）より配信限定リリースされた。

## 解説
明治安田生命（2024年から呼称を「明治安田」に統一。以降の文面には「明治安田」で表記）企業CMソング。歌い出しの『いちばん悲しくて 辛かった時も~』から始まるver.は「しあわせなとき 」篇。
小田が明治安田のCMソングに提供した楽曲は2021年の『風を待って』以来約3年8か月ぶりで、配信限定のリリースは『風を待って』から6作連続となる。
小田は明治安田社長の永島英器との対談で、曲に込めた思いについて「ファンと企業（明治安田）、スタッフに対しての感謝」と述べたうえで、「手の内は明かしたくないけど、本当は"感謝"という言葉を入れたかったけど、「ありがとう」って言える人と言えないタイプ（の人）とあるんだと思う。「あいつはありがとうって言ったことがないな」みたいなじゃなく、素直に伝えるということがとっても大事なんだ。「ありがとう」っていうのは最後に絶対来るんだっていう確信はなかったけど、「超えていく」というのがテーマになっていて、超えていくというのは、その前の段階があって、満を持して超えていく、その手前のところでいろいろな人に世話になってる。それを清算と言うのはおかしいけど、ちゃんと伝えておくべきだというどこかで本当に届くようにして、「ありがとう」って伝えたいなと思っているので、そこがとっても重なってくるかなと思う」とコメントしている。

## 収録曲
| 全作詞・作曲・編曲: 小田和正。 |                                                |          |            |      |
| #                              | タイトル                                       | 作詞     | 作曲・編曲 | 時間 |
| 1.                             | 「すべて去りがたき日々」(明治安田企業CMソング) | 小田和正 | 小田和正   | 3:58 |

## レコーディング・メンバー
- Mansaku Kimura - Drums & Percussion
- Nathan East - Bass
- Yoshiyuki Sahashi - Guiters
- Kinbara Strings Group - Strings
- Tomoyuki Asakawa - Harp
- Takako Matsu - Vocal
- Sho Wada - Vocal
- Hideki Mochizuki - Programming